# Auswertezentrale Elektronische Kampfführung

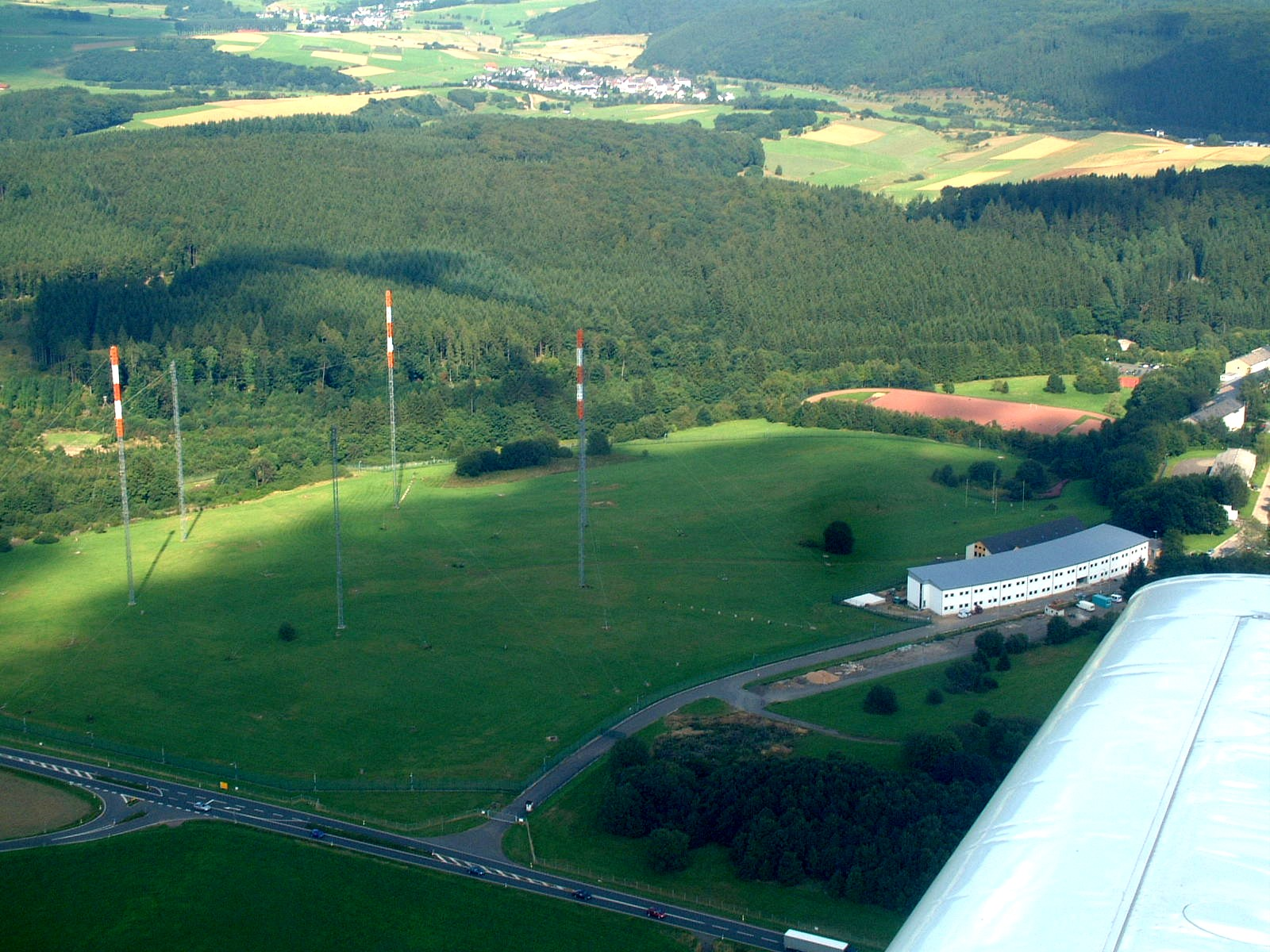
Luftbild des Antennenfeldes der Heinrich-Hertz-Kaserne in Daun; rechts unten das Gebäude der Auswertezentrale.

Die Auswertezentrale Elektronische Kampfführung (AuswZentrEloKa) war eine militärische Dienststelle der Bundeswehr im Organisationsbereich Cyber- und Informationsraum, die dem Kommando Strategische Aufklärung unmittelbar nachgeordnet war. Sie war in der Heinrich-Hertz-Kaserne in Daun (Rheinland-Pfalz) stationiert. Sie wurde zum 1. April 2023 aufgelöst und ging im neu aufgestellten Kommando Aufklärung und Wirkung auf.

## Aufgaben
Die Auswertezentrale war zuständig für die Auswertung der Ergebnisse der Fernmelde- und Elektronischen Aufklärung der Bundeswehr. Damit sollten leitungs- und führungsrelevante Informationen zur Krisenfrüherkennung und zum Schutz der Soldaten im Auslandseinsatz gewonnen werden. Die jeweils gewonnenen Informationen wurden in der Auswertezentrale miteinander korreliert und zu Hinweisen, Meldungen, Berichten und sonstigen zeit- und ebenengerechten sowie bedarfsträgerspezifisch aufbereiteten „Produkten“ zusammengefasst. Aus taktischen und technischen Lagebeiträgen wurde die „Teillage Fernmelde- und Elektronische Aufklärung“ für die „Informationszentrale Militärische Nachrichtenlage“ im Kommando Strategische Aufklärung aber auch alle anderen Stellen des Militärischen Nachrichtenwesens der Streitkräfte. In der Informationszentrale wurden die Produkte der Auswertezentrale mit den Aufklärungsergebnissen der Abbildenden Aufklärung und weiteren Erkenntnissen, zum Beispiel aus offenen Quellen, zu einer Gesamtlage zusammengeführt.
Die Auswertezentrale war für die fachliche Steuerung der vier Bataillone für Elektronische Kampfführung der Bundeswehr sowie der Zentralen Untersuchungsstelle der Bundeswehr für Technische Aufklärung verantwortlich.
In der Auswertezentrale wurde der Informationsbedarf der Bundeswehr hinsichtlich der Beantwortbarkeit durch die Fernmelde- und Elektronische Aufklärung analysiert. Daraus wurden spezifische Aufklärungsaufträge an die Bataillone für Elektronische Kampfführung abgeleitet. Wo notwendig, wurden Steuerungshinweise für die jeweiligen in Frage kommenden Sensoren erstellt. Diesen Teilprozessen lag ein komplexes System von Datenverbindungen zu Grunde, das durch die Auswertezentrale gesteuert und überwacht wurde.

## Geschichte
Die Auswertezentrale EloKa (AuswZ EloKa) entstand am 1. April 2013 durch die Ausgliederung und Verlegung der Abteilung Auswertung des KdoStratAufkl und Heranziehung von Teilen der aufzulösenden Fernmeldebereiche 93 in Daun und 91 in Flensburg. In ihr wurden die bisherigen Auswerteebenen des Kommandos und der beiden Fernmeldebereiche zusammengeführt.
Am 15. Januar 2019 wurde ein in der Auswertezentrale als Arbeitnehmer im öffentlichen Dienst beschäftigter deutsch-afghanischer Staatsangehöriger, der 50-jährige Abdul-Hamid S., im Rheinland festgenommen und Untersuchungshaft angeordnet. Der Ermittlungsrichter des Bundesgerichtshofs hatte bereits am 6. Dezember 2018 einen Haftbefehl erlassen. Abdul-Hamid S., der als Übersetzer, Sprachauswerter und Landeskundlicher Berater tätig war, soll im Rahmen seiner Tätigkeit Erkenntnisse an einen iranischen Nachrichtendienst (MOIS) weiter gegeben haben, wobei die übermittelten Dokumente militärische Staatsgeheimnisse darstellten. Der Generalbundesanwalt beim Bundesgerichtshof hatte am 12. August 2019 vor dem Staatsschutzsenat des Oberlandesgerichts Koblenz Anklage erhoben. Der Angeschuldigte sei des Landesverrats in einem besonders schweren Fall (§ 94 Abs. 1 Nr. 1, Abs. 2 S. 1, S. 2 Nr. 1 StGB) und der Verletzung von Dienstgeheimnissen in 18 Fällen (§ 353b Abs. 1 S. 1 Nr. 1 StGB) hinreichend verdächtig. Der Staatsschutzsenat hatte mit Beschluss vom 28. Oktober 2019 die Anklage zur Hauptverhandlung zugelassen und das Hauptverfahren eröffnet. Zum Tatvorwurf hatte sich der Angeklagte zunächst nicht konkret geäußert, das Tatgeschehen später jedoch eingeräumt. Am 23. März 2020 verurteilte ihn das Oberlandesgericht Koblenz nach zehn Verhandlungstagen wegen besonders schwerem Landesverrat zu sechs Jahren und zehn Monaten Freiheitsstrafe. Er habe in seiner verantwortlichen Stellung als Übersetzer Staatsgeheimnisse militärischer Art an Mitarbeiter eines iranischen Nachrichtendienstes weitergegeben und sei dabei von seiner Ehefrau Asiea, die ebenfalls verurteilt wurde, unterstützt worden. In mindestens acht Fällen habe er sich mit Verbindungsleuten eines iranischen Nachrichtendienstes in verschiedenen europäischen Städten getroffen, um Informationen wie Lagepläne der Bundeswehr über militärische Situationen und Analysen des Bundesministeriums der Verteidigung zu bestimmten Ländern und Themengebieten, die er auf Datenträgern gespeichert hatte, weiterzugeben. Für seine Dienste habe er 34.500 Euro erhalten.

## Dienststellenleiter
Der Leiter der Auswertezentrale war zugleich Standortältester des Standorts Daun.
| Nr. | Dienstgrad | Name         | Beginn der Berufung | Ende der Berufung  |
| --- | ---------- | ------------ | ------------------- | ------------------ |
| 2   | Oberst     | Uwe Malkmus  | 21. September 2017  | 31. März 2023      |
| 1   | Oberst     | Andreas Kese | 1. April 2013       | 21. September 2017 |